# Ripiphorus americanus
Ripiphorus americanus is een keversoort uit de familie waaierkevers (Rhipiphoridae). De wetenschappelijke naam van de soort is voor het eerst geldig gepubliceerd in 1835 door Guerin-Meneville.